# Assistente familiare
L'assistente familiare, noto anche con il termine inglese caregiver, per cui è stato proposto il traducente accuditore, è una persona che svolge attività di aiuto e assistenza, sia a titolo gratuito nella vita quotidiana ad un proprio congiunto che a livello professionale verso persone non autosufficienti, con problematiche dovute ad anzianità, disabilità o eventuali patologie.

## Caratteristiche
Il familiare assistente si differenzia dalla figura del generico badante per le modalità e gratuità dell'intervento e per l'importanza degli aspetti affettivi e del senso del dovere. Negli Stati Uniti d'America, per i congiunti non autosufficienti, milioni di familiari assistenti erogano ore di attività equiparabili a miliardi di dollari non retribuiti; con le dovute proporzioni, anche nel resto del mondo esistono dati simili.
L'azione del familiare assistente può consistere nell'assistenza diretta e/o indiretta, come pure nella sorveglianza passiva e/o attiva. L'assistenza diretta è il lavare e cambiare l'assistito, preparare il cibo ed eventualmente imboccarlo, acquistare e somministrare i farmaci e quant'altro. Un aspetto dell'assistenza indiretta è l'espletamento delle pratiche amministrative. La sorveglianza passiva si realizza quando l'assistito non autosufficiente, ad esempio, è a letto ma va controllato. La sorveglianza attiva si realizza quando l'assistito può mettere se stesso o gli altri in condizione di pericolo. Si tende a distinguere il familiare assistente "primario" (che si occupa del proprio congiunto a tempo pieno) e la figura del familiare assistente "secondario" o "marginale" (se l'impegno non è costante).
Il prendersi cura di un congiunto non autosufficiente, per il familiare assistente, può comportare negative conseguenze sul piano psicofisico; questa particolare risposta allo stress da parte della persona che si prende cura di familiari malati viene chiamata "burden del caregiver" ed è identificata come una vera e propria sindrome con manifestazioni di stanchezza ed esaurimento emotivo del soggetto curante. Da non trascurare, inoltre, sono anche tutte le ripercussioni di tipo sociale, lavorativo ed economico. Importante è l'intervento delle istituzioni pubbliche e del volontariato per alleviare il carico di cura del familiare assistente. Necessaria l'opera di supporto (di tipo materiale, come pure psicologico) sia al familiare assistente che all'intero nucleo familiare.
Si stima che la domanda di caregiver familiari subirà un aumento di oltre l'85% nei prossimi decenni a causa del progressivo invecchiamento demografico.

## Nel mondo
Il termine che indica il familiare assistente può essere carer (in particolare in Australia, Nuova Zelanda, Gran Bretagna) come pure caregiver (Canada, USA, Italia). 
A livello europeo la COFACE (Confederation of Family Organisations in the European Union) ha elaborato la Carta Europea del Familiare Assistente.
In Italia, l'Emilia-Romagna è stata la prima a dotarsi di una legge regionale, intitolata Norme per il riconoscimento ed il sostegno del caregiver familiare (persona che presta volontariamente cura ed assistenza) che istituisce fra l'altro la "Giornata del caregiver", con ricorrenza ogni ultimo sabato di maggio.

## Riconoscimento legislativo

### In Italia
Dal punto di vista delle norme e delle leggi in vigore, i primi riferimenti al caregiver familiare e al suo lavoro si trovano nella legge 27 dicembre 2017, n. 205:
- l'art. 1, comma 255 ne presenta una definizione:

- l'art. 1, comma 254 istituisce il Fondo per il sostegno e del ruolo di cura e assistenza del caregiver familiare, con una dotazione di 20milioni di euro per ciascuno degli anni 2018, 2019, 2020.

La legge 30 dicembre 2018, n. 145 ha portato la dotazione del Fondo a 25 milioni per ciascuno degli anni 2019, 2020, 2021.

La legge 30 dicembre 2020, n. 178 ha portato la dotazione del Fondo ad un totale di 90 milioni di euro dal 2021 al 2023.
Ad agosto 2020 è stato depositato in Senato, per essere preso in esame in commissione, il disegno di legge 1461. Il DDL prende le basi delle proposte già presentate in Senato, ampliandole e introducendo alcuni elementi, come la nomina, i contributi figurativi e le agevolazioni.